# Videojuego de texto

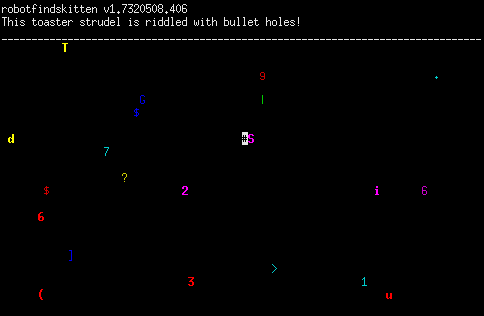
Robotfindskitten, un videojuego libre, en el cual un robot (representado por el #) debe encontrar a un gatito (uno de los caracteres aleatorios).

Un videojuego de texto (también llamado videojuego ASCII) es un videojuego en el que se utilizan caracteres alfanuméricos en la pantalla, en lugar de gráficos más elaborados como sprites, o gráficos 3D. Los videojuegos de texto necesitan menos recursos que un videojuego gráfico. Ya apenas se programan videojuegos de este tipo. La mayor parte de los videojuegos de texto son de tipo videojuego de mazmorras o de tipo aventura conversacional.

## En la cultura popular
- En un capítulo de la serie The Big Bang Theory el personaje Sheldon Cooper descarga un videojuego de texto el cual encuentra difícil de ganar.